# Serie animate televisive del 2011
Questa è la lista delle serie animate televisive trasmesse sulle reti televisive di tutto il mondo nel o dal 2011. Questa lista include anche le serie di cortometraggi come The Bugs Bunny Show.
| Titolo                                            | Episodi | Paese di origine                                | Anno          | Canale 1ª app.  | Note              |
| ------------------------------------------------- | ------- | ----------------------------------------------- | ------------- | --------------- | ----------------- |
| Bananas in Pyjamas (2011)                         | 52      | Australia (bandiera) · Singapore (bandiera)     | 2011-2013     |                 |                   |
| Animali in mutande                                | 52      | Canada (bandiera) · Stati Uniti (bandiera)      | 2011–2013     | Cartoon Network |                   |
| Squitto lo scoiattolo                             | 52      | Canada (bandiera) · Stati Uniti (bandiera)      | 2011–2013     | Cartoon Network |                   |
| Giust'in tempo                                    | 52      | Canada (bandiera) · Stati Uniti (bandiera)      | 2011–2013     |                 |                   |
| Mike il cavaliere                                 | 104     | Canada (bandiera) · Regno Unito (bandiera)      | 2011–2014     |                 |                   |
| Tinga Tinga Tales                                 | 52      | Regno Unito (bandiera) · Kenya (bandiera)       | 2011–2020     |                 |                   |
| Lo straordinario mondo di Gumball                 | 120     | Regno Unito (bandiera) · Stati Uniti (bandiera) | 2011–2019     | Cartoon Network |                   |
| El payaso Plim Plim, un héroe del corazón         | 40      | Argentina (bandiera)                            | 2011-2020     | Disney Junior   | Inedito in Italia |
| A come Azione!                                    | 26      | Canada (bandiera)                               | 2011          |                 |                   |
| Crash Canyon                                      | 26      | Canada (bandiera)                               | 2011–2013     |                 |                   |
| Franklin and Friends                              | 16      | Canada (bandiera)                               | 2011–2013     |                 |                   |
| Rekkit Rabbit                                     | 104     | Francia (bandiera)                              | 2011-in corso |                 |                   |
| Mia and Me                                        | 26      | Italia (bandiera)                               | 2011-in corso |                 |                   |
| PopPixie                                          | 52      | Italia (bandiera)                               | 2011          |                 |                   |
| Virus Attack                                      | 52      | Italia (bandiera)                               | 2011-2019     |                 |                   |
| Canimals                                          | 104     | Corea del Sud (bandiera)                        | 2011-in corso |                 |                   |
| Jelly Jamm                                        | 78      | Spagna (bandiera)                               | 2011-in corso |                 |                   |
| 30-sai no hoken taiiku                            | 12      | Giappone (bandiera)                             | 2011          |                 | Inedito in Italia |
| A-Channel                                         | 12      | Giappone (bandiera)                             | 2011          |                 | Inedito in Italia |
| Ano Hana                                          | 11      | Giappone (bandiera)                             | 2011          |                 |                   |
| Hidan no Aria                                     | 12      | Giappone (bandiera)                             | 2011          |                 | Inedito in Italia |
| Bakugan: Potenza Mechtanium                       | 52      | Giappone (bandiera)                             | 2011–2012     |                 |                   |
| Battle Spirits - Heroes                           | 50      | Giappone (bandiera)                             | 2011-2012     |                 |                   |
| B-Daman Crossfire                                 | 52      | Giappone (bandiera)                             | 2011-2012     |                 |                   |
| Beelzebub                                         | 60      | Giappone (bandiera)                             | 2011-2012     |                 |                   |
| Ben-Tō                                            | 12      | Giappone (bandiera)                             | 2011          |                 | Inedito in Italia |
| Blade                                             | 12      | Giappone (bandiera)                             | 2011          |                 | Inedito in Italia |
| Blood-C                                           | 12      | Giappone (bandiera)                             | 2011          |                 | Inedito in Italia |
| Blue Exorcist                                     | 25      | Giappone (bandiera)                             | 2011          |                 | Inedito in Italia |
| Haganai - I Have Few Friends                      | 12      | Giappone (bandiera)                             | 2011          |                 | Inedito in Italia |
| Usagi Drop                                        | 11      | Giappone (bandiera)                             | 2011          |                 | Inedito in Italia |
| [C]: The Money of Soul and Possibility Control    | 11      | Giappone (bandiera)                             | 2011          |                 | Inedito in Italia |
| C³                                                | 12      | Giappone (bandiera)                             | 2011          |                 | Inedito in Italia |
| Cardfight!! Vanguard                              | 65      | Giappone (bandiera)                             | 2011-2012     |                 | Inedito in Italia |
| Chihayafuru                                       | 25      | Giappone (bandiera)                             | 2011-2012     |                 | Inedito in Italia |
| Ikoku meiro no croisée                            | 13      | Giappone (bandiera)                             | 2011          |                 | Inedito in Italia |
| Deadman Wonderland                                | 12      | Giappone (bandiera)                             | 2011          |                 |                   |
| Denpa onna to seishun otoko                       | 13      | Giappone (bandiera)                             | 2011-2012     |                 | Inedito in Italia |
| Dog Days                                          | 13      | Giappone (bandiera)                             | 2011          |                 | Inedito in Italia |
| Dororon Enma-kun Meeramera                        | 12      | Giappone (bandiera)                             | 2011          |                 | Inedito in Italia |
| Dragon Crisis!                                    | 12      | Giappone (bandiera)                             | 2011          |                 | Inedito in Italia |
| Yumekui Merry                                     | 13      | Giappone (bandiera)                             | 2011          |                 | Inedito in Italia |
| Fate/Zero                                         | 13      | Giappone (bandiera)                             | 2011          |                 | Inedito in Italia |
| Fractale                                          | 11      | Giappone (bandiera)                             | 2011          |                 | Inedito in Italia |
| Freezing                                          | 12      | Giappone (bandiera)                             | 2011          |                 | Inedito in Italia |
| Mirai nikki - Future Diary                        | 26      | Giappone (bandiera)                             | 2011-2012     |                 | Inedito in Italia |
| Gintama'                                          | 64      | Giappone (bandiera)                             | 2011-2013     |                 | Inedito in Italia |
| Gosick                                            | 24      | Giappone (bandiera)                             | 2011          |                 | Inedito in Italia |
| Guilty Crown                                      | 22      | Giappone (bandiera)                             | 2011-2012     |                 | Inedito in Italia |
| Hanasaku iroha                                    | 26      | Giappone (bandiera)                             | 2011          |                 | Inedito in Italia |
| Kami-sama no memo-chō                             | 12      | Giappone (bandiera)                             | 2011          |                 | Inedito in Italia |
| Hen Zemi                                          | 13      | Giappone (bandiera)                             | 2011          |                 | Inedito in Italia |
| Kyōkaisen-jō no Horizon                           | 13      | Giappone (bandiera)                             | 2011          |                 | Inedito in Italia |
| Hunter × Hunter (2011)                            | 148     | Giappone (bandiera)                             | 2011-2014     |                 | Inedito in Italia |
| Inazuma Eleven GO                                 | 47      | Giappone (bandiera)                             | 2011-2012     |                 |                   |
| IS (Infinite Stratos)                             | 12      | Giappone (bandiera)                             | 2011          |                 | Inedito in Italia |
| Jewelpet: Sunshine                                | 52      | Giappone (bandiera)                             | 2011-2012     |                 | Inedito in Italia |
| Kaiji                                             | 26      | Giappone (bandiera)                             | 2011          |                 | Inedito in Italia |
| Kämpfer: für die Liebe                            | 2       | Giappone (bandiera)                             | 2011          |                 | Inedito in Italia |
| Kimi ni Todoke 2                                  | 13      | Giappone (bandiera)                             | 2011          |                 | Inedito in Italia |
| Kimi to boku                                      | 13      | Giappone (bandiera)                             | 2011          |                 | Inedito in Italia |
| Kore wa zombie desu ka?                           | 12      | Giappone (bandiera)                             | 2011          |                 | Inedito in Italia |
| Last Exile: Fam, The Silver Wing                  | 24      | Giappone (bandiera)                             | 2011-2012     |                 | Inedito in Italia |
| Maken-Ki!                                         | 12      | Giappone (bandiera)                             | 2011          |                 | Inedito in Italia |
| Manyū Hiken-chō                                   | 12      | Giappone (bandiera)                             | 2011          |                 | Inedito in Italia |
| Maria Holic: Alive                                | 12      | Giappone (bandiera)                             | 2011          |                 | Inedito in Italia |
| Mashiroiro Symphony: Love is pure white           | 12      | Giappone (bandiera)                             | 2011          |                 | Inedito in Italia |
| Mawaru-Penguindrum                                | 24      | Giappone (bandiera)                             | 2011          |                 |                   |
| Mitsudomoe: Zouryoutyuu                           | 8       | Giappone (bandiera)                             | 2011          |                 | Inedito in Italia |
| Mobile Suit Gundam AGE                            | 49      | Giappone (bandiera)                             | 2011-2012     |                 | Inedito in Italia |
| Moshidora                                         | 10      | Giappone (bandiera)                             | 2011          |                 | Inedito in Italia |
| Nichijou                                          | 26      | Giappone (bandiera)                             | 2011          |                 | Inedito in Italia |
| No. 6                                             | 11      | Giappone (bandiera)                             | 2011          |                 | Inedito in Italia |
| Nyanpire                                          | 12      | Giappone (bandiera)                             | 2011          |                 | Inedito in Italia |
| Phi Brain: Kami no Puzzle                         | 25      | Giappone (bandiera)                             | 2011          |                 | Inedito in Italia |
| Puella Magi Madoka Magica                         | 12      | Giappone (bandiera)                             | 2011          |                 |                   |
| Rio: Rainbow Gate!                                | 13      | Giappone (bandiera)                             | 2011          |                 | Inedito in Italia |
| Sekai-ichi hatsukoi                               | 12      | Giappone (bandiera)                             | 2011          |                 | Inedito in Italia |
| Sekai-ichi Hatsukoi 2                             | 12      | Giappone (bandiera)                             | 2011          |                 | Inedito in Italia |
| Persona 4: The Animation                          | 26      | Giappone (bandiera)                             | 2011          |                 |                   |
| Sket Dance                                        | 77      | Giappone (bandiera)                             | 2011-2012     |                 | Inedito in Italia |
| Shinryaku!? Ika Musume                            | 12      | Giappone (bandiera)                             | 2011          |                 | Inedito in Italia |
| Steins;Gate                                       | 24      | Giappone (bandiera)                             | 2011          |                 |                   |
| Suite Pretty Cure                                 | 48      | Giappone (bandiera)                             | 2011-2012     |                 | Inedito in Italia |
| Tamayura: Hitotose                                | 12      | Giappone (bandiera)                             | 2011          |                 | Inedito in Italia |
| Dantalian no shoka                                | 14      | Giappone (bandiera)                             | 2011          |                 | Inedito in Italia |
| Tiger & Bunny                                     | 15      | Giappone (bandiera)                             | 2011          |                 | Inedito in Italia |
| Toriko                                            | 147     | Giappone (bandiera)                             | 2011-2014     |                 | Inedito in Italia |
| Uta no Prince-sama                                | 13      | Giappone (bandiera)                             | 2011          |                 | Inedito in Italia |
| Hōrō musuko                                       | 11      | Giappone (bandiera)                             | 2011          |                 | Inedito in Italia |
| Working’!!                                        | 13      | Giappone (bandiera)                             | 2011          |                 | Inedito in Italia |
| Yondemasuyo, Azazel-san.                          | 13      | Giappone (bandiera)                             | 2011          |                 | Inedito in Italia |
| Yu-Gi-Oh! Zexal                                   | 73      | Giappone (bandiera)                             | 2011-2012     |                 |                   |
| Yuru Yuri                                         | 12      | Giappone (bandiera)                             | 2011          |                 | Inedito in Italia |
| ThunderCats (serie animata 2011)                  | 39      | Giappone (bandiera) · Stati Uniti (bandiera)    | 2011-2012     | Cartoon Network |                   |
| Bob's Burgers                                     | 104     | Stati Uniti (bandiera)                          | 2011–in corso | Fox             |                   |
| Bubble Guppies - Un tuffo nel blu e impari di più | 78      | Stati Uniti (bandiera)                          | 2011–2019     | Nickelodeon     |                   |
| Jake e i pirati dell'Isola che non c'è            | 100     | Stati Uniti (bandiera)                          | 2011–2018     | Disney Junior   |                   |
| Kung Fu Panda - Mitiche avventure                 | 78      | Stati Uniti (bandiera)                          | 2011–2014     | Nickelodeon     |                   |
| The Looney Tunes Show                             | 52      | Stati Uniti (bandiera)                          | 2011–2014     | Cartoon Network |                   |
| Ninjago: Masters of Spinjitzu                     | 65      | Stati Uniti (bandiera)                          | 2011–2016     |                 |                   |